# Anton Anderledy

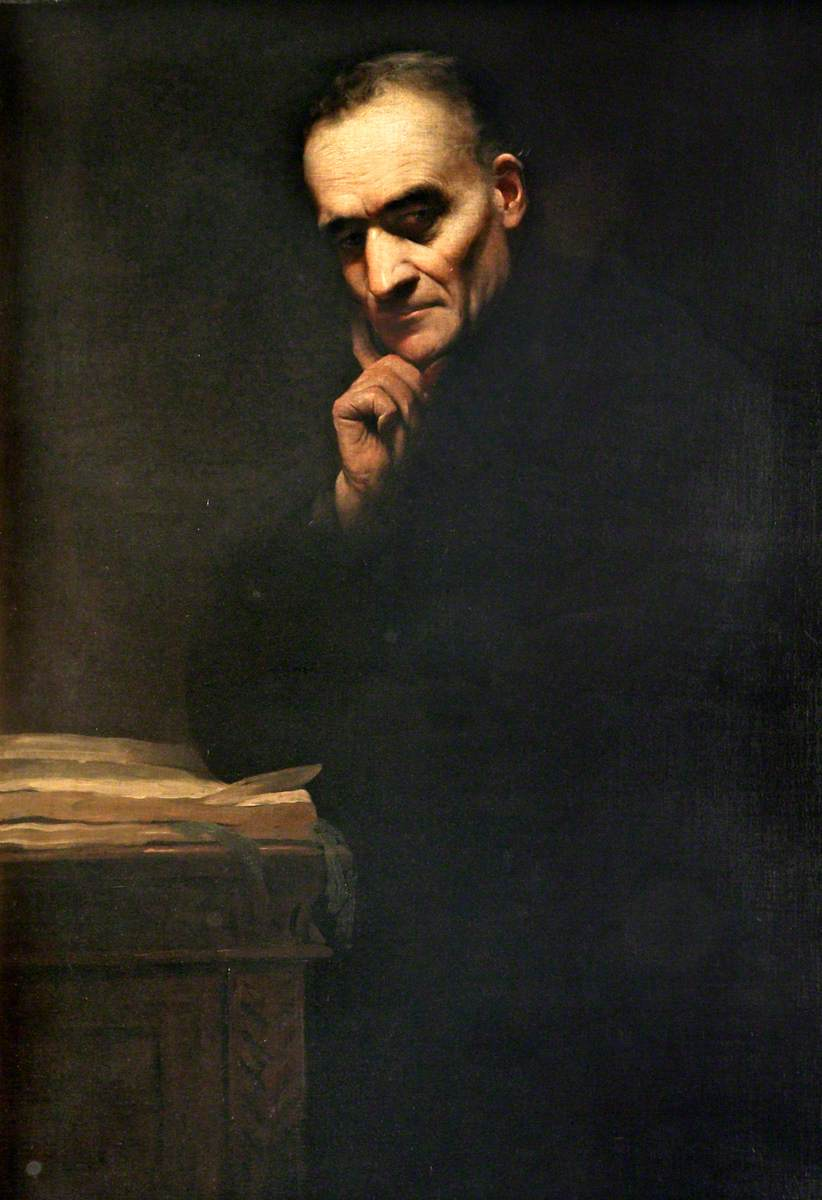
A. Anderledy, S.I.

Anton Maria Anderledy (Berisal, 3 giugno 1819 – Fiesole, 18 gennaio 1892) è stato un gesuita svizzero, Preposito Generale dell'ordine dal 4 marzo 1887 alla morte.

## Biografia
Entrato nell'ordine nel 1839, fu docente di lettere classiche a Friburgo e dopo l'espulsione dei gesuiti dalla Svizzera emigrò negli Stati Uniti d'America. Assistente del Generale per le province tedesche dal 1870, nel 1883 Pierre-Jean Beckx riuscì a farlo eleggere suo vicario con diritto di successione.